# Pseudacris cadaverina
Pseudacris cadaverina és una espècie de granota nord-americana que fa entre 2,9 i 5 cm de longitud.